# 杉本昌秀
杉本 昌秀 （すぎもと まさひで、1965年8月5日 ）は、日本の実業家。

## 人物
中学からラグビーを始め、大阪工業大学高等学校（現・常翔学園高等学校）では3年連続で全国大会に出場。1年時には全国優勝。帝京大学に進学し４年時にはラグビー部主将を務める。株式会社ワールド入社後は神戸製鋼の連勝記録を止めるなど社会人ラグビーで活躍。引退後に独立。2000年、株式会社芦屋ぎんなんを創業し、「芦屋ぎんなん」「芦屋TAKATORA」などの店舗を展開。

## 著書
- シュークリームはタキシードで売りなさい―ラグビー選手の僕が事業家になって学んだこと（しののめ出版 ）

## テレビ出演
「ワイド！ABC」（ABCテレビ）

「ちちんぷい」（MBS）

「笑っていいとも！」（フジテレビ）

「世界バリバリ★バリュー」（MBS）